# Carlo Costantino di Vienne
Carlo Costantino detto di Vienne (tra il 903 e il 910 – 962) fu l'ultimo conte di Vienne dal 926 fino alla sua morte.

## Origine
Secondo il cronista Flodoardo era figlio del re di Provenza, re d'Italia e imperatore del Sacro Romano Impero d'Occidente, Ludovico il Cieco e della sua prima moglie, Anna, figlia dell'imperatore dell'Impero romano d'Oriente, Leone VI e di Zoe Zaoutzaina, sua seconda moglie.
Ludovico il Cieco era figlio del re di Provenza, Bosone I (nel documento n° 12 del Cartulaire de l'abbaye de Saint-André-le-Bas de Vienne Ludovico si firma figlio di re Bosone) e di Ermengarda d'Italia (come è confermato in Herimanni Augiensis Chronicon), figlia del re d'Italia, poi Imperatore del Sacro Romano Impero dall'855 ed anche re di Provenza, Ludovico II il Giovane (per cui Ludovico, per parte di madre, è un carolingio) e di Engelberga d'Alsazia, di cui non si conoscono gli ascendenti, ma quasi certamente, da parte di padre, erano della famiglia dei Supponidi, di origine longobarda e, secondo alcuni storici (vedi l'enciclopedia medievale tedesca, Lexikon des Mittelalters), Engelberga era probabilmente la figlia di Adelchi I conte di Parma e duca di Spoleto e secondo lo storico francese Christian Settipani, esperto di genealogie era cugina di Suppone III; mentre la madre, secondo lo storico, Jean-Noël Mathieu, poteva essere, Emma di Baviera, in quanto l'imperatore Carlo il Grosso la definisce sorella (dilectam sororem nostram).

## Biografia
La data di nascita di Carlo Costantino è controversa, in quanto se è figlio di Anna, dovrebbe essere nato dopo il 905, ma tenuto conto che era stato ritenuto illegittimo, potrebbe essere nato anche prima. Comunque Carlo Costantino (filius noster Karolus) viene citato dal padre, l'imperatore (imperator augustus), Ludovico, nel documento n° 242 del Recueil des Chartes de l'Abbaye de Cluny, tome I, datato 3 giugno 924), furono condotte nella contea di Autun, presso Riccardo il Giustiziere, di Ludovico non viene fatto alcun cenno.
Nel 923, dopo la battaglia di Soissons, del 15 giugno, suo cugino, il duca di Borgogna, Rodolfo, il 13 luglio, era stato eletto re di Francia da un'assemblea di nobili e, nel 926, aveva concesso il titolo di conte di Vienne a Carlo Costantino in sostituzione dell'altro cugino Ugo, che era stato proclamato re d'Italia.
Alla morte del padre, nel giugno 928, non gli succedette, in quanto da alcuni era ritenuto illegittimo; anzi, in quello stesso anno, col consenso di re Rodolfo, la contea di Vienne gli venne confiscata per essere concessa al conte di Vermandois, di Meaux, di Soissons e di Madrie e di Vexin, signore di Peronne, Senlis e San Quintino e conte di Troyes, Erberto II, che la diede a suo figlio, Eude, affinché la governasse col titolo di visconte. Comunque Carlo Costantino continuò a risiedere a Vienne e, dal 931, governò nuovamente la contea.
Nel 943, Carlo Costantino giurò fedeltà al re di Arles o delle due Borgogne, Corrado I il Pacifico e in quello stesso anno, Corrado I lo cita in due documenti del Recueil des Chartes de l'Abbaye de Cluny, tome I: il n° 622 e il n° 631. Nel documento di compravendita n° 1094 del Recueil des Chartes de l'Abbaye de Cluny, tome II, del 1060, accanto a Carlo Costantino, compare il nome della moglie, Teuberga, definita contessa, che aveva sposato diversi anni prima. Di Teuberga non si conoscono gli ascendenti, ma secondo alcuni storici era la figlia di Guarniero di Sens e di Teuberga d'Arles.
Carlo Costantino morì nel 962.
La contea di Vienne dopo la sua morte non fu ereditata dai figli, ma venne divisa in due contee: la contea d'Albon e la contea di Moriana.

## Discendenza
Carlo Costantino da Teuberga ebbe tre figli:
- Riccardo (?-dopo il 962) citato nel documento n° 1094 dell'abbazia di Cluny, come figlio di Carlo Costantino[18];
- Uberto (?-dopo il 962) citato nel documento n° 1094 dell'abbazia di Cluny, come figlio di Carlo Costantino[18];
- Costanza (920/30-dopo il 963), che sposò Bosone, conte di Avignone. Che Costanza sia la figlia di Carlo Costantino non v'è certezza. Secondo alcuni storici che sia la figlia di Carlo Costantino solo per il fatto di avere tale nome che in precedenza nella Provenza non era usato, mentre per altri che hanno confutato tale tesi in quanto in vari documento dell'abbazia di Cluny, si trovano donne con tale nome (il n° 45[19], il n° 390[20], il n° 530[21], il n° 582[22] e il n° 683[23]).

### Fonti primarie
- (LA)  Monumenta Germaniae Historica, Scriptores, tomus V.
- (LA)  Monumenta Germanica Historica, Scriptores, tomus I.
- (LA)  Monumenta Germaniae Historica, Diplomata Regum Germaniae ex Stirpe Karolinorum, tomus II.
- (LA)  Annales Bertiniani.
- (LA)  Cartulaire de l'abbaye de Saint-André-le-Bas de Vienne.
- (LA)  Recueil des Chartes de l'Abbaye de Cluny, tome I.
- (LA)  Recueil des Chartes de l'Abbaye de Cluny, tome II.
- (LA)  Monumenta Germaniae Historica, Scriptores, tomus III.

### Letteratura storiografica
- René Poupardin, I regni carolingi (840-918), in «Storia del mondo medievale», vol. II, 1999, pp. 583–635
- C.W. Previté-Orton, L'Italia nel X secolo, in «Storia del mondo medievale», vol. II, 1999, pp. 662–701
- Louis Halphen, Il regno di Borgogna, in «Storia del mondo medievale», vol. II, 1999, pp. 807–821